# Donne Etrusche Rugby
Donne Etrusche Rugby ASD, più brevemente Donne Etrusche, è un club italiano di rugby a 15 femminile nato dall'unione di tre squadre diverse di rugby femminile: il Cus Siena, il CUS Perugia Rugby e il Clanis Cortona.
Nella squadra sono confluite anche alcune ragazze della squadra di rugby femminile di Terni, le Iguane.
Formatosi nel 2015, disputa il massimo campionato femminile.

## Storia
Le Donne Etrusche nascono nel 2015 dalle squadre femminili del CUS Perugia Rugby, chiamata Rugby Perugia Ragazze, e del Clanis Cortona: dopo aver giocato come avversarie nel girone di Coppa Italia Femminile, torneo di Rugby a 7 su metà campo, raggiungendo rispettivamente il terzo e quarto posto alle finali nazionali, le due squadre decidono di unirsi nel progetto Donne Etrusche per poter affrontare insieme il campionato di Serie A.
Le ragazze giocano il loro primo campionato la stagione 2015/2016, disputando le partite in casa alternativamente tra il campo di Tavernelle di Cortona e il campo di Pian di Massiano a Perugia. Il girone di riferimento è il girone 2, della zona centro-sud d'Italia, in cui sfidano l'Umbria Rugby Ragazze, il Frascati, il CUS Roma Rugby, I Medicei, le Belve Neroverdi, il Benevento, il Bologna e il Città di Frascati. Al termine del campionato le Donne Etrusche raggiungono la 5ª posizione in classifica.
Nel corso delle successive stagioni le Donne Etrusche continuando a piazzarsi al 4º posto, senza ricevere così la possibilità di procedere ai play off per la sfida dello scudetto contro le squadre del girone 1.
Nella stagione 2018/2019 il regolamento di campionato viene modificato, introducendo oltre ai play off uno scontro diretto tra la 4ª classificata del girone 1 e la 5ª classificata del girone 2 e viceversa per potersi contendere un posto nel girone elite nella stagione 2019/2020. Le Donne Etrusche si piazzano 5°, collezionando 9 vittorie, 1 pareggio e 6 sconfitte, assicurandosi così i barrage contro la 4ª classificata del girone 1, ovvero il Cus Torino Rugby. Lo scontro diretto viene giocato il 14 Maggio 2019 all'Impianto Albonico di Grugliasco, Torino. La partita termina con una sconfitta per le Donne Etrusche che quindi non procedono nel girone elite del campionato di Serie A femminile 2018-2019.
Questo traguardo però accende una fiamma nelle Donne Etrusche che affrontano la stagione 2019/2020 nel migliore dei modi: grazie a un'intensa preparazione atletica tra la fine della stagione 2018/2019 e l'inizio della stagione 2019/2020, le Donne Etrusche rimangono imbattute fino a quando il campionato non viene annullato per la Pandemia di COVID-19 del 2019-2021.

## Storia delle Società di provenienza

### Rugby Perugia Ragazze
Il Rugby Perugia Ragazze ha partecipato al primo campionato federale ufficiale nel 1992, formando una squadra insieme al Villa Pamphili di Roma. Giunse secondo, perdendo in finale contro il Red Panters Treviso, unica compagine ad aver vinto 19 scudetti di seguito. Nelle stagioni 1999/2000 e 2000/01 le biancorosse sono sempre arrivate in semifinale scudetto (la serie A era composta in due gironi come lo è anche ora) mentre nella 2004/05 ai barrage per l'accesso alle semifinali. Negli anni successivi il movimento femminile perugino ha avuto un leggero declino fino a ritornare attivo quattro anni fa con l'iscrizione al campionato nazionale Seven.

### Rugby Clanis Cortona
La squadra femminile di Cortona nasce nel 2013.
Nel corso della stagione 2014/2015 partecipa al Campionato di Coppa Italia femminile di rugby a 7, al termine di cui vince l'accesso alle finali nazionali classificandosi 12º.

### CUS Siena Rugby
Soprannominate Le Cittine, la sezione femminile del CUS Siena Rugby è presente dal 2013.
Partecipano al Campionato di Coppa italia femminile di rugby a 7 e, grazie anche all'esperienza acquisita in Serie A nelle Donne Etrusche, raggiungono per la terza volta consecutiva le finali nazionali nella stagione 2017/2018, dopo essersi classificate al sedicesimo posto nella stagione 2016/2017.

### Iguane Terni Rugby
La squadra femminile di Terni è nata nell'ambito di progetti di diffusione scolastica del rugby nel corso dell'anno scolastico 2010/2011.
Ha partecipato al Campionato di Coppa Italia femminile di rugby a 7 nella stagione 2011/2012.

## Stadi
Le Donne Etrusche, in quanto unione di più squadre, hanno da sempre giocato in casa alternandosi tra gli stadi delle varie squadre da cui sono formate. Anche gli allenamenti si svolgono in questo modo: due allenamento a settimana sono congiunti, alternando di volta in volta la città così da venire incontro alle esigenze lavorative delle ragazze, mentre il terzo si svolge in club.

### Perugia
Lo stadio utilizzato a Perugia è quello del CUS Perugia Rugby: si trova a Pian di Massiano, lungo il Percorso Verde di Perugia.
Vicino al campo si trovano altri impianti sportivi tra cui lo Stadio Renato Curi del Perugia Calcio e il PalaEvangelisti, noto anche come PalaBarton, palazzetto che ospita le partite in casa delle squadre di pallavolo Sir Safety Perugia e Wealth Planter Perugia. Il campo inoltre è facilmente raggiungibile con i mezzi in quanto è presente una fermata del Minimetrò, chiamata proprio Pian Di Massiano.

### Castiglion Fiorentino
Il campo attualmente messo a disposizione dal Clanis Cortona non è quello di Tavernelle a Cortona, ma è il Villaggio del Giovane a Castiglion Fiorentino. Il Villaggio del Giovane è uno spazio verde utilizzato, oltre che per le partite delle Donne Etrusche, per eventi estivi.

### Siena
Chiamato anche "Sabbione", il campo del CUS Siena Rugby si trova all'uscita Siena-Acquacalda. Nella zona sono presenti anche altri impianti sportivi del CUS Siena, tra cui la Piscina Acquacalda e la Polisportiva Siena Nord.
Il sabbione è ironicamente noto, anche a livello internazionale, per essere probabilmente il campo peggiore di tutta Italia, essendo composto solamente da sabbia. È diventato famoso grazie a una pubblicità girata appunto al sabbione da Land Rover dedicata ai Mondiali di Rugby 2015.

## Cronologia
| Cronistoria Donne Etrusche Rugby |
| --- |
| - 6 Agosto 2015: fondazione della squadra Donne Etrusche Rugby ASD - 2015-16 · 5º girone 2 serie A - 2016-17 · 4º girone 2 serie A - 2017-18 · 4º girone 2 serie A - 2018-19 · 5º girone 2 serie A Sconf. barrage scontro diretto contro Cus Torino Rugby - 2019-20 · Campionato annullato per la Pandemia di COVID-19 del 2019-2021 |

## Risultati
| Stagione Sportiva | Partite vinte | Partite pareggiate | Partite perse | Partite giocate |
| ----------------- | ------------- | ------------------ | ------------- | --------------- |
| 2015/2016         | 6             | 1                  | 7             | 14              |
| 2016/2017         | 7             | 0                  | 7             | 14              |
| 2017/2018         | 12            | 1                  | 5             | 18              |
| 2018/2019         | 9             | 1                  | 6             | 16              |
| 2019/2020         | 10            | 0                  | 0             | 10              |